# Palacio de los Terems

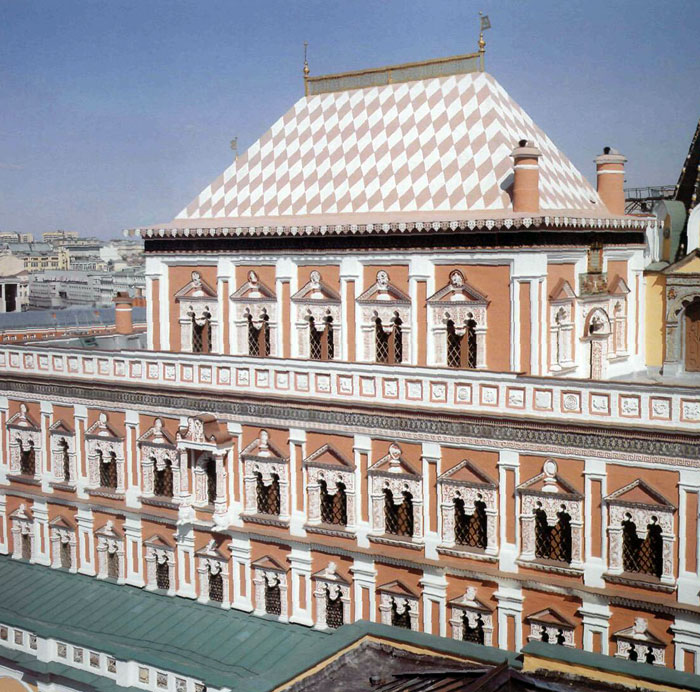
Fachada del palacio de los Terems

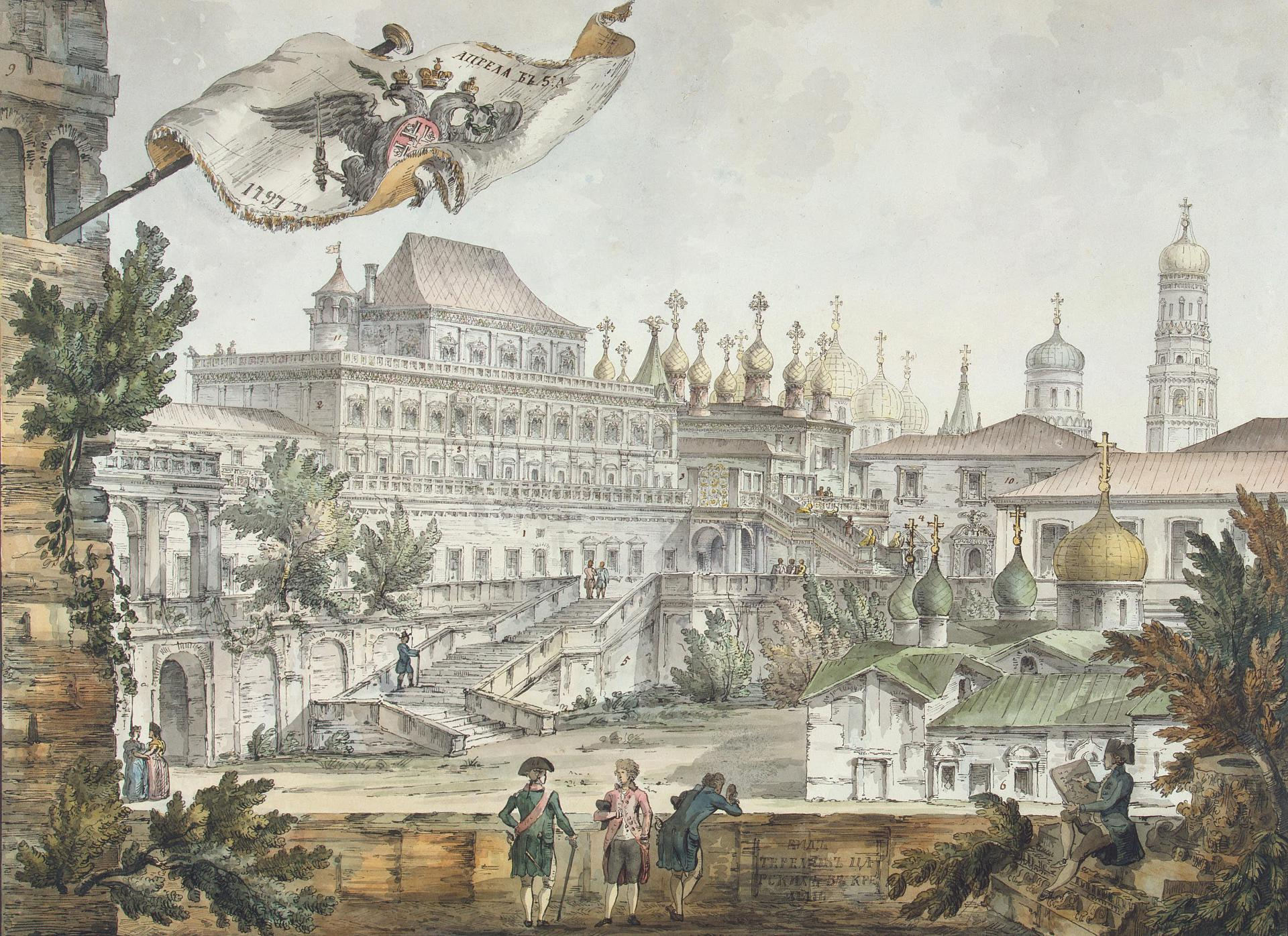
Vista del Palacio de los Terems en 1797. Veduta de Giacomo Quarenghi.

El palacio de los Terems (del ruso: Теремной дворец) es un edificio histórico que forma parte del Kremlin de Moscú, Rusia. Durante el siglo XVII fue la residencia principal de los zares rusos. Su nombre se deriva de la palabra rusa térem, que procede de la griega τερεμνον (es decir, vivienda o morada). Actualmente, la estructura no es accesible al público, ya que pertenece a la residencia oficial del presidente de Rusia.
En el siglo XVI el arquitecto italiano Aloisio da Carcano (en ruso, Aleviz Fryazin) construyó el primer palacio real en el lugar. Únicamente la planta baja se conserva de ese edificio ya que el primer zar de la dinastía Románov, Mijaíl Fiódorovich, hizo reconstruir el palacio completamente entre 1635 y 1636. La nueva edificación se encontraba rodeada por numerosos anexos y dependencias. El complejo del palacio también incorpora varias iglesias de construcción anterior, como la Iglesia de la Virgen de la Natividad desde los años 1360.
El palacio tiene cuatro pisos. El tercer piso era ocupado por la zarina y sus hijos; el cuarto contenía las habitaciones privadas del zar. El piso superior es una estructura en forma de tienda donde se convocaba la Duma de los Boyardos. El exterior, exuberantemente decorado con ladrillo y azulejos de colores, se encuentra pintado en rojo, amarillo y naranja. El interior también solía estar pintado, pero los murales originales fueron destruidos por sucesivos incendios, en particular el gran incendio de 1812. En 1837, los interiores fueron renovados según viejos dibujos del estilo revival ruso.